# Élections législatives de 2017 dans le Val-de-Marne
Les élections législatives françaises de 2017 se sont déroulées les 11 et 18 juin 2017. Dans le département du Val-de-Marne, onze députés ont été élus dans le cadre de onze circonscriptions.

## Élus
| Circonscription                                                                                                | Député sortant               | Parti | Parti | Député élu ou réélu    | Parti | Parti |
| --- | ---------------------------- | ----- | ----- | ---------------------- | ----- | ----- |
| 1re | Sylvain Berrios*             |       | LR    | Frédéric Descrozaille  |       | LREM  |
| 2e | Laurent Cathala*             |       | PS    | Jean François Mbaye    |       | LREM  |
| 3e | Roger-Gérard Schwartzenberg* |       | PRG   | Laurent Saint-Martin   |       | LREM  |
| 4e | Jacques-Alain Bénisti*       |       | LR    | Maud Petit             |       | MoDem |
| 5e | Gilles Carrez                |       | LR    | Gilles Carrez          |       | LR    |
| 6e | Laurence Abeille             |       | EELV  | Guillaume Gouffier-Cha |       | LREM  |
| 7e | Jean-Jacques Bridey**        |       | PS    | Jean-Jacques Bridey    |       | LREM  |
| 8e | Michel Herbillon             |       | LR    | Michel Herbillon       |       | LR    |
| 9e | René Rouquet*                |       | PS    | Luc Carvounas          |       | PS    |
| 10e | Jean-Luc Laurent             |       | MRC   | Mathilde Panot         |       | FI    |
| 11e | Jean-Yves Le Bouillonnec*    |       | PS    | Albane Gaillot         |       | LREM  |
| * député sortant ne se représentant pas en 2017 ** député PS sortant se représente en 2017 sous étiquette LREM |                              |       |       |                        |       |       |

## Rappel des résultats départementaux des élections de 2012
| Parti          | Parti                                             | Premier tour | Premier tour | Second tour | Second tour | Sièges |
| Parti          | Parti                                             | Voix         | %            | Voix        | %           | Sièges |
| -------------- | ------------------------------------------------- | ------------ | ------------ | ----------- | ----------- | ------ |
|                | Parti socialiste                                  | 107 870      | 25,66        | 151 546     | 40,39       | 4      |
|                | Europe Écologie Les Verts                         | 26 025       | 6,19         | 22 602      | 6,02        | 1      |
|                | Divers gauche dont MRC                            | 17 082       | 4,06         | 17 943      | 4,78        | 1      |
|                | Parti radical de gauche                           | 10 472       | 2,49         | 18 776      | 5,00        | 1      |
|                | Majorité présidentielle                           | 161 449      | 38,40        | 210 867     | 56,20       | 7      |
|                |                                                   |              |              |             |             |        |
|                | Union pour un mouvement populaire                 | 131 460      | 31,27        | 164 318     | 43,80       | 4      |
|                | Divers droite dont DLR et PCD                     | 6 479        | 1,54         |             |             | 0      |
|                | Parti radical                                     | 650          | 0,15         | 0           |             |        |
|                | Nouveau centre                                    | 167          | 0,04         | 0           |             |        |
|                | Droite parlementaire                              | 138 756      | 33,01        | 164 318     | 43,80       | 4      |
|                |                                                   |              |              |             |             |        |
|                | Front de gauche                                   | 54 410       | 12,94        | Retrait     | Retrait     | 0      |
|                | Front national                                    | 41 620       | 9,90         |             |             | 0      |
|                | Mouvement démocrate                               | 11 412       | 2,71         | 0           |             |        |
|                | Divers écologiste dont LT-LNÉ, MHAN, AÉI et Cap21 | 4 921        | 1,17         | 0           |             |        |
|                | Extrême gauche dont LO, NPA et POI                | 4 297        | 1,02         | 0           |             |        |
|                | Divers                                            | 3 217        | 0,77         | 0           |             |        |
|                | Extrême droite                                    | 315          | 0,07         | 0           |             |        |
|                |                                                   |              |              |             |             |        |
| Inscrits       | Inscrits                                          | 768 575      | 100,00       | 789 002     | 100,00      | 11     |
| Abstentions    | Abstentions                                       | 325 027      | 42,29        | 376 464     | 47,71       |        |
| Votants        | Votants                                           | 443 548      | 57,71        | 412 538     | 52,29       |        |
| Blancs et nuls | Blancs et nuls                                    | 4 634        | 1,04         | 37 353      | 9,05        |        |
| Exprimés       | Exprimés                                          | 438 914      | 98,96        | 375 185     | 90,95       |        |

## Résultats

### Résultats à l'échelle du département
|                                                  |                                      |                           |                           |                          |                          |  |
|                                                  |                                      | Premier tour 11 juin 2017 | Premier tour 11 juin 2017 | Second tour 18 juin 2017 | Second tour 18 juin 2017 |  |
|                                                  |                                      |                           |                           |                          |                          |  |
|                                                  |                                      | Nombre                    | % des inscrits            | Nombre                   | % des inscrits           |  |
| Inscrits                                         | Inscrits                             | 786 540                   | 100,00                    | 786 565                  | 100,00                   |  |
| Abstentions                                      | Abstentions                          | 405 553                   | 51,56                     | 461 562                  | 58,68                    |  |
| Votants                                          | Votants                              | 380 987                   | 48,44                     | 325 003                  | 41,32                    |  |
|                                                  |                                      |                           | % des votants             |                          | % des votants            |  |
| Bulletins blancs                                 | Bulletins blancs                     | 4 487                     | 1,18                      | 21 451                   | 6,60                     |  |
| Bulletins nuls                                   | Bulletins nuls                       | 1 624                     | 0,43                      | 7 445                    | 2,29                     |  |
| Suffrages exprimés                               | Suffrages exprimés                   | 374 876                   | 98,40                     | 296 107                  | 91,11                    |  |
|                                                  |                                      |                           |                           |                          |                          |  |
| Étiquette politique                              | Étiquette politique                  | Voix                      | % des exprimés            | Voix                     | % des exprimés           |  |
|                                                  |                                      |                           |                           |                          |                          |  |
|                                                  | La République en marche              | 121 215                   | 32,33                     | 135 367                  | 45,72                    |  |
|                                                  | Les Républicains                     | 67 725                    | 18,07                     | 88 598                   | 29,92                    |  |
|                                                  | La France insoumise                  | 43 638                    | 11,64                     | 33 458                   | 11,30                    |  |
|                                                  | Front national                       | 26 716                    | 7,13                      |                          |                          |  |
|                                                  | Parti communiste français            | 24 012                    | 6,41                      |                          |                          |  |
|                                                  | Écologiste                           | 22 628                    | 6,04                      |                          |                          |  |
|                                                  | Parti socialiste                     | 20 460                    | 5,46                      | 11 029                   | 3,72                     |  |
|                                                  | Mouvement démocrate                  | 14 208                    | 3,79                      | 14 625                   | 4,94                     |  |
|                                                  | Divers                               | 10 870                    | 2,90                      |                          |                          |  |
|                                                  | Union des démocrates et indépendants | 8 206                     | 2,19                      | 13 030                   | 4,40                     |  |
|                                                  | Divers gauche                        | 4 741                     | 1,26                      |                          |                          |  |
|                                                  | Debout la France                     | 4 518                     | 1,21                      |                          |                          |  |
|                                                  | Extrême gauche                       | 3 032                     | 0,81                      |                          |                          |  |
|                                                  | Divers droite                        | 1 906                     | 0,51                      |                          |                          |  |
|                                                  | Parti radical de gauche              | 550                       | 0,15                      |                          |                          |  |
|                                                  | Extrême droite                       | 451                       | 0,12                      |                          |                          |  |
|                                                  | Régionaliste                         | 0                         | 0,00                      |                          |                          |  |
| Source : Ministère de l'Intérieur - Val-de-Marne |                                      |                           |                           |                          |                          |  |

### Résultats par circonscription

#### Première circonscription
Député sortant : Sylvain Berrios (Les Républicains).
|                                                                              |                                                                           |                           |                           |                          |                          |
|                                                                              |                                                                           | Premier tour 11 juin 2017 | Premier tour 11 juin 2017 | Second tour 18 juin 2017 | Second tour 18 juin 2017 |
|                                                                              |                                                                           |                           |                           |                          |                          |
|                                                                              |                                                                           | Nombre                    | % des inscrits            | Nombre                   | % des inscrits           |
| Inscrits                                                                     | Inscrits                                                                  | 84 670                    | 100,00                    | 84 680                   | 100,00                   |
| Abstentions                                                                  | Abstentions                                                               | 40 945                    | 48,36                     | 48 564                   | 57,35                    |
| Votants                                                                      | Votants                                                                   | 43 725                    | 51,64                     | 36 116                   | 42,65                    |
|                                                                              |                                                                           |                           | % des votants             |                          | % des votants            |
| Bulletins blancs                                                             | Bulletins blancs                                                          | 473                       | 1,08                      | 2 581                    | 7,15                     |
| Bulletins nuls                                                               | Bulletins nuls                                                            | 163                       | 0,37                      | 916                      | 2,54                     |
| Suffrages exprimés                                                           | Suffrages exprimés                                                        | 43 089                    | 98,55                     | 32 619                   | 90,32                    |
|                                                                              |                                                                           |                           |                           |                          |                          |
| Candidat Étiquette politique (partis et alliances)                           | Candidat Étiquette politique (partis et alliances)                        | Voix                      | % des exprimés            | Voix                     | % des exprimés           |
|                                                                              |                                                                           |                           |                           |                          |                          |
|                                                                              | Frédéric Descrozaille La République en marche                             | 17 119                    | 39,73                     | 17 114                   | 52,47                    |
|                                                                              | André Kaspi Les Républicains (Union des démocrates et indépendants)       | 9 906                     | 22,99                     | 15 505                   | 47,53                    |
|                                                                              | Thierry N'Kaoua La France insoumise                                       | 3 857                     | 8,95                      |                          |                          |
|                                                                              | Thierry Devige Front national                                             | 2 865                     | 6,65                      |                          |                          |
|                                                                              | Denis Öztorun Parti communiste français                                   | 2 241                     | 5,20                      |                          |                          |
|                                                                              | Olivier Place Parti socialiste                                            | 2 225                     | 5,16                      |                          |                          |
|                                                                              | Catherine Monié Europe Écologie Les Verts                                 | 1 895                     | 4,40                      |                          |                          |
|                                                                              | Roméo de Amorim Divers droite (Les Républicains diss.)                    | 914                       | 2,12                      |                          |                          |
|                                                                              | Marie-Claire Tagnati Debout la France                                     | 573                       | 1,33                      |                          |                          |
|                                                                              | Clément Lesaege Divers (Parti pirate)                                     | 504                       | 1,17                      |                          |                          |
|                                                                              | Jean-Claude Pierron Divers (Union populaire républicaine)                 | 423                       | 0,98                      |                          |                          |
|                                                                              | Cécilia Zinger Divers (Parti du vote blanc)                               | 193                       | 0,45                      |                          |                          |
|                                                                              | Daniel Gendre Lutte ouvrière                                              | 162                       | 0,38                      |                          |                          |
|                                                                              | Jean-Claude Denis Extrême gauche (Parti ouvrier indépendant démocratique) | 124                       | 0,29                      |                          |                          |
|                                                                              | Amina Bouatlaoui Écologiste (Alliance écologiste indépendante)            | 88                        | 0,20                      |                          |                          |
| Source : Ministère de l'Intérieur - Première circonscription du Val-de-Marne |                                                                           |                           |                           |                          |                          |

#### Deuxième circonscription
Député sortant : Laurent Cathala (Parti socialiste).
|                                                                              |                                                                           |                           |                           |                          |                          |
|                                                                              |                                                                           | Premier tour 11 juin 2017 | Premier tour 11 juin 2017 | Second tour 18 juin 2017 | Second tour 18 juin 2017 |
|                                                                              |                                                                           |                           |                           |                          |                          |
|                                                                              |                                                                           | Nombre                    | % des inscrits            | Nombre                   | % des inscrits           |
| Inscrits                                                                     | Inscrits                                                                  | 63 378                    | 100,00                    | 63 379                   | 100,00                   |
| Abstentions                                                                  | Abstentions                                                               | 37 145                    | 58,61                     | 40 261                   | 63,52                    |
| Votants                                                                      | Votants                                                                   | 26 233                    | 41,39                     | 23 118                   | 36,48                    |
|                                                                              |                                                                           |                           | % des votants             |                          | % des votants            |
| Bulletins blancs                                                             | Bulletins blancs                                                          | 460                       | 1,75                      | 1 255                    | 5,43                     |
| Bulletins nuls                                                               | Bulletins nuls                                                            | 180                       | 0,69                      | 592                      | 2,56                     |
| Suffrages exprimés                                                           | Suffrages exprimés                                                        | 25 593                    | 97,56                     | 21 271                   | 92,01                    |
|                                                                              |                                                                           |                           |                           |                          |                          |
| Candidat Étiquette politique (partis et alliances)                           | Candidat Étiquette politique (partis et alliances)                        | Voix                      | % des exprimés            | Voix                     | % des exprimés           |
|                                                                              |                                                                           |                           |                           |                          |                          |
|                                                                              | Jean François Mbaye La République en marche                               | 8 616                     | 33,67                     | 11 184                   | 52,58                    |
|                                                                              | François Cocq La France insoumise                                         | 4 766                     | 18,62                     | 10 087                   | 47,42                    |
|                                                                              | Axel Urgin Parti socialiste                                               | 2 712                     | 10,60                     |                          |                          |
|                                                                              | Thierry Hebbrecht Les Républicains (Union des démocrates et indépendants) | 2 550                     | 9,96                      |                          |                          |
|                                                                              | Gaétan Marzo Front national                                               | 2 310                     | 9,03                      |                          |                          |
|                                                                              | Patrice Diguet Parti communiste français                                  | 1 719                     | 6,72                      |                          |                          |
|                                                                              | Ali Id El Ouali Europe Écologie Les Verts                                 | 1 139                     | 4,45                      |                          |                          |
|                                                                              | Lionel Mazurié Debout la France                                           | 587                       | 2,29                      |                          |                          |
|                                                                              | David Cousy Divers gauche                                                 | 338                       | 1,32                      |                          |                          |
|                                                                              | Christian Tollari Extrême droite (Souveraineté, identité et libertés)     | 286                       | 1,12                      |                          |                          |
|                                                                              | Josefa Torres Lutte ouvrière                                              | 270                       | 1,05                      |                          |                          |
|                                                                              | Khadija Khair Divers (Union populaire républicaine)                       | 227                       | 0,89                      |                          |                          |
|                                                                              | Estelle Sturtzer Union des démocrates et indépendants                     | 73                        | 0,29                      |                          |                          |
| Source : Ministère de l'Intérieur - Deuxième circonscription du Val-de-Marne |                                                                           |                           |                           |                          |                          |

#### Troisième circonscription
Député sortant : Roger-Gérard Schwartzenberg (Parti radical de gauche).
|                                                                               | |                           |                           |                          |                          |
|                                                                               | | Premier tour 11 juin 2017 | Premier tour 11 juin 2017 | Second tour 18 juin 2017 | Second tour 18 juin 2017 |
|                                                                               | |                           |                           |                          |                          |
|                                                                               | | Nombre                    | % des inscrits            | Nombre                   | % des inscrits           |
| Inscrits                                                                      | Inscrits                                                                                                   | 72 165                    | 100,00                    | 72 165                   | 100,00                   |
| Abstentions                                                                   | Abstentions                                                                                                | 40 796                    | 56,53                     | 45 149                   | 62,56                    |
| Votants                                                                       | Votants | 31 369                    | 43,47                     | 27 016                   | 37,44                    |
|                                                                               | |                           | % des votants             |                          | % des votants            |
| Bulletins blancs                                                              | Bulletins blancs                                                                                           | 537                       | 1,71                      | 2 202                    | 8,15                     |
| Bulletins nuls                                                                | Bulletins nuls                                                                                             | 164                       | 0,52                      | 702                      | 2,60                     |
| Suffrages exprimés                                                            | Suffrages exprimés                                                                                         | 30 668                    | 97,77                     | 24 112                   | 89,25                    |
|                                                                               | |                           |                           |                          |                          |
| Candidat Étiquette politique (partis et alliances)                            | Candidat Étiquette politique (partis et alliances)                                                         | Voix                      | % des exprimés            | Voix                     | % des exprimés           |
|                                                                               | |                           |                           |                          |                          |
|                                                                               | Laurent Saint-Martin La République en marche                                                               | 10 975                    | 35,79                     | 12 452                   | 51,64                    |
|                                                                               | Didier Gonzales Les Républicains (Union des démocrates et indépendants)                                    | 6 650                     | 21,68                     | 11 660                   | 48,36                    |
|                                                                               | Nicolas Georges La France insoumise                                                                        | 4 334                     | 14,13                     |                          |                          |
|                                                                               | Dominique Bourse-Provence Front national                                                                   | 3 303                     | 10,77                     |                          |                          |
|                                                                               | Alexandre Boyer Parti communiste français                                                                  | 1 443                     | 4,71                      |                          |                          |
|                                                                               | Corinne Narassiguin Parti socialiste (Europe Écologie Les Verts - Union des démocrates et des écologistes) | 1 275                     | 4,16                      |                          |                          |
|                                                                               | Emmanuelly Gougougnan-Zadigue Debout la France                                                             | 857                       | 2,79                      |                          |                          |
|                                                                               | Myriam Gaye Parti radical de gauche                                                                        | 550                       | 1,79                      |                          |                          |
|                                                                               | Nizarr Bourchada Divers (Français et musulmans)                                                            | 480                       | 1,57                      |                          |                          |
|                                                                               | Michel Lecocq Divers (Union populaire républicaine)                                                        | 276                       | 0,90                      |                          |                          |
|                                                                               | Lucien Noaile Lutte ouvrière                                                                               | 223                       | 0,73                      |                          |                          |
|                                                                               | Yassia Souih Extrême droite (Souveraineté, identité et libertés)                                           | 165                       | 0,54                      |                          |                          |
|                                                                               | André Yon Extrême gauche (Parti ouvrier indépendant démocratique)                                          | 137                       | 0,45                      |                          |                          |
| Source : Ministère de l'Intérieur - Troisième circonscription du Val-de-Marne | |                           |                           |                          |                          |

#### Quatrième circonscription
Député sortant : Jacques-Alain Bénisti (Les Républicains).
|                                                                               |                                                                             |                           |                           |                          |                          |
|                                                                               |                                                                             | Premier tour 11 juin 2017 | Premier tour 11 juin 2017 | Second tour 18 juin 2017 | Second tour 18 juin 2017 |
|                                                                               |                                                                             |                           |                           |                          |                          |
|                                                                               |                                                                             | Nombre                    | % des inscrits            | Nombre                   | % des inscrits           |
| Inscrits                                                                      | Inscrits                                                                    | 72 728                    | 100,00                    | 72 739                   | 100,00                   |
| Abstentions                                                                   | Abstentions                                                                 | 36 988                    | 50,86                     | 42 627                   | 58,60                    |
| Votants                                                                       | Votants                                                                     | 35 740                    | 49,14                     | 30 112                   | 41,40                    |
|                                                                               |                                                                             |                           | % des votants             |                          | % des votants            |
| Bulletins blancs                                                              | Bulletins blancs                                                            | 388                       | 1,09                      | 2 058                    | 6,83                     |
| Bulletins nuls                                                                | Bulletins nuls                                                              | 159                       | 0,44                      | 742                      | 2,46                     |
| Suffrages exprimés                                                            | Suffrages exprimés                                                          | 35 193                    | 98,47                     | 27 312                   | 90,70                    |
|                                                                               |                                                                             |                           |                           |                          |                          |
| Candidat Étiquette politique (partis et alliances)                            | Candidat Étiquette politique (partis et alliances)                          | Voix                      | % des exprimés            | Voix                     | % des exprimés           |
|                                                                               |                                                                             |                           |                           |                          |                          |
|                                                                               | Maud Petit Mouvement démocrate (La République en marche)                    | 14 208                    | 40,37                     | 14 625                   | 53,55                    |
|                                                                               | Marie-Carole Ciuntu Les Républicains (Union des démocrates et indépendants) | 7 866                     | 22,35                     | 12 687                   | 46,45                    |
|                                                                               | Mirabelle Lemaire La France insoumise                                       | 4 215                     | 11,98                     |                          |                          |
|                                                                               | Jérôme Auvray Front national                                                | 3 419                     | 9,72                      |                          |                          |
|                                                                               | Zakaria Zaidane Parti socialiste                                            | 1 471                     | 4,18                      |                          |                          |
|                                                                               | Samuel Szymanski Europe Écologie Les Verts                                  | 1 150                     | 3,27                      |                          |                          |
|                                                                               | Corinne Charles Parti communiste français                                   | 836                       | 2,38                      |                          |                          |
|                                                                               | Nadejda Babou Debout la France                                              | 550                       | 1,56                      |                          |                          |
|                                                                               | Isabelle Yvos Divers (Parti animaliste)                                     | 530                       | 1,51                      |                          |                          |
|                                                                               | Laurent Fleifel Divers (Union populaire républicaine)                       | 331                       | 0,94                      |                          |                          |
|                                                                               | Christine Bézault Écologiste (Alliance écologiste indépendante)             | 308                       | 0,88                      |                          |                          |
|                                                                               | Brigitte Moulin Lutte ouvrière                                              | 179                       | 0,51                      |                          |                          |
|                                                                               | Morgane Guerreau Divers (Allons enfants !)                                  | 130                       | 0,37                      |                          |                          |
|                                                                               | Hélène Bras Régionaliste (Régions et peuples solidaires)                    | 0                         | 0,00                      |                          |                          |
| Source : Ministère de l'Intérieur - Quatrième circonscription du Val-de-Marne |                                                                             |                           |                           |                          |                          |

#### Cinquième circonscription
Député sortant : Gilles Carrez (Les Républicains).
|                                                                               | |                           |                           |                          |                          |
|                                                                               | | Premier tour 11 juin 2017 | Premier tour 11 juin 2017 | Second tour 18 juin 2017 | Second tour 18 juin 2017 |
|                                                                               | |                           |                           |                          |                          |
|                                                                               | | Nombre                    | % des inscrits            | Nombre                   | % des inscrits           |
| Inscrits                                                                      | Inscrits | 89 457                    | 100,00                    | 89 457                   | 100,00                   |
| Abstentions                                                                   | Abstentions | 45 960                    | 51,38                     | 52 423                   | 58,60                    |
| Votants                                                                       | Votants | 43 497                    | 48,62                     | 37 034                   | 41,40                    |
|                                                                               | |                           | % des votants             |                          | % des votants            |
| Bulletins blancs                                                              | Bulletins blancs | 370                       | 0,85                      | 2 440                    | 6,59                     |
| Bulletins nuls                                                                | Bulletins nuls | 110                       | 0,25                      | 634                      | 1,71                     |
| Suffrages exprimés                                                            | Suffrages exprimés | 43 017                    | 98,90                     | 33 960                   | 91,70                    |
|                                                                               | |                           |                           |                          |                          |
| Candidat Étiquette politique (partis et alliances)                            | Candidat Étiquette politique (partis et alliances)                                                                    | Voix                      | % des exprimés            | Voix                     | % des exprimés           |
|                                                                               | |                           |                           |                          |                          |
|                                                                               | Nadine Ret La République en marche                                                                                    | 15 962                    | 37,11                     | 16 815                   | 49,51                    |
|                                                                               | Gilles Carrez (député sortant) Les Républicains (Union des démocrates et indépendants)                                | 11 898                    | 27,66                     | 17 145                   | 50,49                    |
|                                                                               | Raphaëlle Martinez La France insoumise                                                                                | 4 397                     | 10,22                     |                          |                          |
|                                                                               | Christian Fautré Parti communiste français                                                                            | 3 263                     | 7,59                      |                          |                          |
|                                                                               | Isabelle Huguenin-Richard Front national                                                                              | 2 625                     | 6,10                      |                          |                          |
|                                                                               | Caroline Adomo Parti socialiste (Mouvement républicain et citoyen - Parti radical de gauche)                          | 2 066                     | 4,80                      |                          |                          |
|                                                                               | Marie-José Deloire Écologiste (Confédération pour l'homme, l'animal et la planète - Mouvement écologiste indépendant) | 821                       | 1,91                      |                          |                          |
|                                                                               | Kristell Labous Divers (La Relève citoyenne)                                                                          | 656                       | 1,52                      |                          |                          |
|                                                                               | Thibaut Tanguy Divers (Parti animaliste)                                                                              | 616                       | 1,43                      |                          |                          |
|                                                                               | Juliette Fafa Divers (Union populaire républicaine)                                                                   | 308                       | 0,72                      |                          |                          |
|                                                                               | Stéphane Guyot Divers (Parti du vote blanc)                                                                           | 179                       | 0,42                      |                          |                          |
|                                                                               | François Joslin Lutte ouvrière                                                                                        | 172                       | 0,40                      |                          |                          |
|                                                                               | Stéphanie Gorge Divers gauche (Mouvement des progressistes)                                                           | 48                        | 0,11                      |                          |                          |
|                                                                               | Dominique Stefanoff Debout la France                                                                                  | 6                         | 0,01                      |                          |                          |
| Source : Ministère de l'Intérieur - Cinquième circonscription du Val-de-Marne | |                           |                           |                          |                          |

#### Sixième circonscription
Députée sortante : Laurence Abeille (Europe Écologie Les Verts).
|                                                                             |                                                                                  |                           |                           |                          |                          |
|                                                                             |                                                                                  | Premier tour 11 juin 2017 | Premier tour 11 juin 2017 | Second tour 18 juin 2017 | Second tour 18 juin 2017 |
|                                                                             |                                                                                  |                           |                           |                          |                          |
|                                                                             |                                                                                  | Nombre                    | % des inscrits            | Nombre                   | % des inscrits           |
| Inscrits                                                                    | Inscrits                                                                         | 81 288                    | 100,00                    | 81 289                   | 100,00                   |
| Abstentions                                                                 | Abstentions                                                                      | 36 696                    | 45,14                     | 45 413                   | 55,87                    |
| Votants                                                                     | Votants                                                                          | 44 592                    | 54,86                     | 35 876                   | 44,13                    |
|                                                                             |                                                                                  |                           | % des votants             |                          | % des votants            |
| Bulletins blancs                                                            | Bulletins blancs                                                                 | 398                       | 0,89                      | 3 087                    | 8,60                     |
| Bulletins nuls                                                              | Bulletins nuls                                                                   | 133                       | 0,30                      | 836                      | 2,33                     |
| Suffrages exprimés                                                          | Suffrages exprimés                                                               | 44 061                    | 98,81                     | 31 953                   | 89,07                    |
|                                                                             |                                                                                  |                           |                           |                          |                          |
| Candidat Étiquette politique (partis et alliances)                          | Candidat Étiquette politique (partis et alliances)                               | Voix                      | % des exprimés            | Voix                     | % des exprimés           |
|                                                                             |                                                                                  |                           |                           |                          |                          |
|                                                                             | Guillaume Gouffier-Cha La République en marche                                   | 17 736                    | 40,25                     | 18 923                   | 59,22                    |
|                                                                             | Gildas Lecoq Union des démocrates et indépendants (Les Républicains)             | 8 133                     | 18,46                     | 13 030                   | 40,78                    |
|                                                                             | Laurence Abeille (députée sortante) Europe Écologie Les Verts (Parti socialiste) | 7 096                     | 16,10                     |                          |                          |
|                                                                             | Stéphanie Michel La France insoumise                                             | 4 968                     | 11,28                     |                          |                          |
|                                                                             | Gorete de Freitas Front national                                                 | 2 124                     | 4,82                      |                          |                          |
|                                                                             | Charles Taieb Divers                                                             | 2 022                     | 4,59                      |                          |                          |
|                                                                             | Tony Renault Écologiste (Alliance écologiste indépendante)                       | 523                       | 1,19                      |                          |                          |
|                                                                             | David Dornbusch Écologiste (Union des démocrates et des écologistes)             | 433                       | 0,98                      |                          |                          |
|                                                                             | Bernard Desroches Divers (Union populaire républicaine)                          | 351                       | 0,80                      |                          |                          |
|                                                                             | Dominique Lalanne Divers (Parti du vote blanc)                                   | 235                       | 0,53                      |                          |                          |
|                                                                             | Véronique Hunaut Lutte ouvrière                                                  | 221                       | 0,50                      |                          |                          |
|                                                                             | Léa Scher Divers (Allons enfants !)                                              | 219                       | 0,50                      |                          |                          |
| Source : Ministère de l'Intérieur - Sixième circonscription du Val-de-Marne |                                                                                  |                           |                           |                          |                          |

#### Septième circonscription
Député sortant : Jean-Jacques Bridey (La République en marche).
|                                                                              | |                           |                           |                          |                          |
|                                                                              | | Premier tour 11 juin 2017 | Premier tour 11 juin 2017 | Second tour 18 juin 2017 | Second tour 18 juin 2017 |
|                                                                              | |                           |                           |                          |                          |
|                                                                              | | Nombre                    | % des inscrits            | Nombre                   | % des inscrits           |
| Inscrits                                                                     | Inscrits | 65 556                    | 100,00                    | 65 556                   | 100,00                   |
| Abstentions                                                                  | Abstentions                                                                                                   | 34 169                    | 52,12                     | 39 574                   | 60,37                    |
| Votants                                                                      | Votants | 31 387                    | 47,88                     | 25 982                   | 39,63                    |
|                                                                              | |                           | % des votants             |                          | % des votants            |
| Bulletins blancs                                                             | Bulletins blancs                                                                                              | 409                       | 1,30                      | 2 091                    | 8,05                     |
| Bulletins nuls                                                               | Bulletins nuls                                                                                                | 161                       | 0,51                      | 855                      | 3,29                     |
| Suffrages exprimés                                                           | Suffrages exprimés                                                                                            | 30 817                    | 98,18                     | 23 036                   | 88,66                    |
|                                                                              | |                           |                           |                          |                          |
| Candidat Étiquette politique (partis et alliances)                           | Candidat Étiquette politique (partis et alliances)                                                            | Voix                      | % des exprimés            | Voix                     | % des exprimés           |
|                                                                              | |                           |                           |                          |                          |
|                                                                              | Jean-Jacques Bridey(député sortant) La République en marche                                                   | 11 451                    | 37,16                     | 12 141                   | 52,70                    |
|                                                                              | Vincent Jeanbrun Les Républicains (Union des démocrates et indépendants)                                      | 6 923                     | 22,46                     | 10 895                   | 47,30                    |
|                                                                              | Nora Lamraoui Boudon Parti communiste français (La France insoumise)                                          | 5 070                     | 16,45                     |                          |                          |
|                                                                              | Karine Haccart Front national                                                                                 | 2 297                     | 7,45                      |                          |                          |
|                                                                              | Marie Leclerc-Bruant Europe Écologie Les Verts                                                                | 2 212                     | 7,18                      |                          |                          |
|                                                                              | Jean-Jacques Um Parti socialiste (Union des démocrates et des écologistes - Mouvement républicain et citoyen) | 1 567                     | 5,08                      |                          |                          |
|                                                                              | Sylvie Chenault Debout la France                                                                              | 533                       | 1,73                      |                          |                          |
|                                                                              | Bouchra Dini Lutte ouvrière                                                                                   | 320                       | 1,04                      |                          |                          |
|                                                                              | Hélène Delécole Divers (Union populaire républicaine)                                                         | 280                       | 0,91                      |                          |                          |
|                                                                              | Georges Kibong-Amira Divers droite (Union des démocrates et indépendants diss.)                               | 164                       | 0,53                      |                          |                          |
|                                                                              | Anaïs Ollié Divers droite                                                                                     | 0                         | 0,00                      |                          |                          |
| Source : Ministère de l'Intérieur - Septième circonscription du Val-de-Marne | |                           |                           |                          |                          |

#### Huitième circonscription
Député sortant : Michel Herbillon (Les Républicains).
|                                                                              |                                                                                           |                           |                           |                          |                          |
|                                                                              |                                                                                           | Premier tour 11 juin 2017 | Premier tour 11 juin 2017 | Second tour 18 juin 2017 | Second tour 18 juin 2017 |
|                                                                              |                                                                                           |                           |                           |                          |                          |
|                                                                              |                                                                                           | Nombre                    | % des inscrits            | Nombre                   | % des inscrits           |
| Inscrits                                                                     | Inscrits                                                                                  | 76 748                    | 100,00                    | 76 749                   | 100,00                   |
| Abstentions                                                                  | Abstentions                                                                               | 34 289                    | 44,68                     | 38 676                   | 50,39                    |
| Votants                                                                      | Votants                                                                                   | 42 459                    | 55,32                     | 38 073                   | 49,61                    |
|                                                                              |                                                                                           |                           | % des votants             |                          | % des votants            |
| Bulletins blancs                                                             | Bulletins blancs                                                                          | 282                       | 0,66                      | 1 793                    | 4,71                     |
| Bulletins nuls                                                               | Bulletins nuls                                                                            | 139                       | 0,33                      | 573                      | 1,51                     |
| Suffrages exprimés                                                           | Suffrages exprimés                                                                        | 42 038                    | 99,01                     | 35 707                   | 93,79                    |
|                                                                              |                                                                                           |                           |                           |                          |                          |
| Candidat Étiquette politique (partis et alliances)                           | Candidat Étiquette politique (partis et alliances)                                        | Voix                      | % des exprimés            | Voix                     | % des exprimés           |
|                                                                              |                                                                                           |                           |                           |                          |                          |
|                                                                              | Michel Herbillon (député sortant) Les Républicains (Union des démocrates et indépendants) | 15 348                    | 36,51                     | 20 706                   | 57,99                    |
|                                                                              | Jennifer Douieb-Nahon La République en marche                                             | 14 181                    | 33,73                     | 15 001                   | 42,01                    |
|                                                                              | Renaud Péquignot La France insoumise                                                      | 4 187                     | 9,96                      |                          |                          |
|                                                                              | Rémi Houley Europe Écologie Les Verts                                                     | 1 980                     | 4,71                      |                          |                          |
|                                                                              | Marie-Odile Enon Front national                                                           | 1 970                     | 4,69                      |                          |                          |
|                                                                              | Sophie Gallais Parti socialiste                                                           | 1 922                     | 4,57                      |                          |                          |
|                                                                              | Sylvie Gackière Divers (Parti animaliste)                                                 | 717                       | 1,71                      |                          |                          |
|                                                                              | Fatima Khallouk Parti communiste français                                                 | 502                       | 1,19                      |                          |                          |
|                                                                              | Marie-Odile Ghanem Debout la France                                                       | 251                       | 0,60                      |                          |                          |
|                                                                              | Anne Dupuy Divers droite (Parti chrétien-démocrate)                                       | 226                       | 0,54                      |                          |                          |
|                                                                              | Jean-Luc Lalorgue Divers (Union populaire républicaine)                                   | 215                       | 0,51                      |                          |                          |
|                                                                              | Gary Roustan Divers (Parti du vote blanc)                                                 | 202                       | 0,48                      |                          |                          |
|                                                                              | Pierre-Éric Gillard Lutte ouvrière                                                        | 186                       | 0,44                      |                          |                          |
|                                                                              | Patrick Grange Divers droite (577-Les Indépendants)                                       | 151                       | 0,36                      |                          |                          |
|                                                                              | Patrick Leiseing Écologiste (Alliance écologiste indépendante)                            | 0                         | 0,00                      |                          |                          |
| Source : Ministère de l'Intérieur - Huitième circonscription du Val-de-Marne |                                                                                           |                           |                           |                          |                          |

#### Neuvième circonscription
Député sortant : René Rouquet (Parti socialiste).
|                                                                              |                                                                                      |                           |                           |                          |                          |
|                                                                              |                                                                                      | Premier tour 11 juin 2017 | Premier tour 11 juin 2017 | Second tour 18 juin 2017 | Second tour 18 juin 2017 |
|                                                                              |                                                                                      |                           |                           |                          |                          |
|                                                                              |                                                                                      | Nombre                    | % des inscrits            | Nombre                   | % des inscrits           |
| Inscrits                                                                     | Inscrits                                                                             | 53 666                    | 100,00                    | 53 666                   | 100,00                   |
| Abstentions                                                                  | Abstentions                                                                          | 30 758                    | 57,31                     | 33 376                   | 62,19                    |
| Votants                                                                      | Votants                                                                              | 22 908                    | 42,69                     | 20 290                   | 37,81                    |
|                                                                              |                                                                                      |                           | % des votants             |                          | % des votants            |
| Bulletins blancs                                                             | Bulletins blancs                                                                     | 340                       | 1,48                      | 1 026                    | 5,06                     |
| Bulletins nuls                                                               | Bulletins nuls                                                                       | 166                       | 0,72                      | 488                      | 2,41                     |
| Suffrages exprimés                                                           | Suffrages exprimés                                                                   | 22 402                    | 97,79                     | 18 776                   | 92,54                    |
|                                                                              |                                                                                      |                           |                           |                          |                          |
| Candidat Étiquette politique (partis et alliances)                           | Candidat Étiquette politique (partis et alliances)                                   | Voix                      | % des exprimés            | Voix                     | % des exprimés           |
|                                                                              |                                                                                      |                           |                           |                          |                          |
|                                                                              | Gaëlle Marseau La République en marche                                               | 6 552                     | 29,25                     | 7 747                    | 41,26                    |
|                                                                              | Luc Carvounas Parti socialiste (Europe Écologie Les Verts - Parti radical de gauche) | 4 602                     | 20,54                     | 11 029                   | 58,74                    |
|                                                                              | Martine Lachaud La France insoumise                                                  | 3 514                     | 15,69                     |                          |                          |
|                                                                              | Fati Konate Parti communiste français                                                | 1 971                     | 8,80                      |                          |                          |
|                                                                              | François Paradol Front national                                                      | 1 913                     | 8,54                      |                          |                          |
|                                                                              | Bernadette Herault Les Républicains                                                  | 1 756                     | 7,84                      |                          |                          |
|                                                                              | Monique Yapo Écologiste (Alliance écologiste indépendante)                           | 418                       | 1,87                      |                          |                          |
|                                                                              | Rémy Ramassamy Debout la France                                                      | 403                       | 1,80                      |                          |                          |
|                                                                              | Christelle Kaczmarek Divers (Parti animaliste)                                       | 358                       | 1,60                      |                          |                          |
|                                                                              | Boris Milisavljevic Divers gauche (La Relève citoyenne)                              | 272                       | 1,21                      |                          |                          |
|                                                                              | Yahia Sahraoui Divers (Union populaire républicaine)                                 | 251                       | 1,12                      |                          |                          |
|                                                                              | Claire Maury Lutte ouvrière                                                          | 207                       | 0,92                      |                          |                          |
|                                                                              | Taryck Bensiali Divers (Parti du vote blanc)                                         | 103                       | 0,46                      |                          |                          |
|                                                                              | Christian Girondin Extrême gauche (Parti ouvrier indépendant démocratique)           | 82                        | 0,37                      |                          |                          |
|                                                                              | Drifa Belarbi Divers droite                                                          | 0                         | 0,00                      |                          |                          |
| Source : Ministère de l'Intérieur - Neuvième circonscription du Val-de-Marne |                                                                                      |                           |                           |                          |                          |

#### Dixième circonscription
Député sortant : Jean-Luc Laurent (Mouvement républicain et citoyen).
|                                                                             | |                           |                           |                          |                          |
|                                                                             | | Premier tour 11 juin 2017 | Premier tour 11 juin 2017 | Second tour 18 juin 2017 | Second tour 18 juin 2017 |
|                                                                             | |                           |                           |                          |                          |
|                                                                             | | Nombre                    | % des inscrits            | Nombre                   | % des inscrits           |
| Inscrits                                                                    | Inscrits | 64 439                    | 100,00                    | 64 439                   | 100,00                   |
| Abstentions                                                                 | Abstentions | 34 722                    | 53,88                     | 38 463                   | 59,69                    |
| Votants                                                                     | Votants | 29 717                    | 46,12                     | 25 976                   | 40,31                    |
|                                                                             | |                           | % des votants             |                          | % des votants            |
| Bulletins blancs                                                            | Bulletins blancs | 364                       | 1,22                      | 1 333                    | 5,13                     |
| Bulletins nuls                                                              | Bulletins nuls | 149                       | 0,50                      | 617                      | 2,38                     |
| Suffrages exprimés                                                          | Suffrages exprimés | 29 204                    | 98,27                     | 24 026                   | 92,49                    |
|                                                                             | |                           |                           |                          |                          |
| Candidat Étiquette politique (partis et alliances)                          | Candidat Étiquette politique (partis et alliances)                                                                              | Voix                      | % des exprimés            | Voix                     | % des exprimés           |
|                                                                             | |                           |                           |                          |                          |
|                                                                             | Sheerazed Boulkroun La République en marche                                                                                     | 8 942                     | 30,62                     | 11 479                   | 47,78                    |
|                                                                             | Mathilde Panot La France insoumise                                                                                              | 4 687                     | 16,05                     | 12 547                   | 52,22                    |
|                                                                             | Pascal Savoldelli Parti communiste français                                                                                     | 4 435                     | 15,19                     |                          |                          |
|                                                                             | Jean-Luc Laurent (député sortant) Divers gauche (Mouvement républicain et citoyen - Parti socialiste - Parti radical de gauche) | 3 673                     | 12,58                     |                          |                          |
|                                                                             | Mehdy Belabbas Europe Écologie Les Verts                                                                                        | 2 023                     | 6,93                      |                          |                          |
|                                                                             | Martine Blanluette Front national                                                                                               | 1 998                     | 6,84                      |                          |                          |
|                                                                             | Marie Andria Les Républicains (Union des démocrates et indépendants)                                                            | 1 927                     | 6,60                      |                          |                          |
|                                                                             | Myriam Waeler Debout la France                                                                                                  | 443                       | 1,52                      |                          |                          |
|                                                                             | Audrey Leung Divers (Union populaire républicaine)                                                                              | 300                       | 1,03                      |                          |                          |
|                                                                             | Gisèle Pernin Lutte ouvrière | 299                       | 1,02                      |                          |                          |
|                                                                             | Maël Fleury Divers (Parti du vote blanc)                                                                                        | 218                       | 0,75                      |                          |                          |
|                                                                             | Maria Alexandre Colmado Divers gauche (Nouvelle Donne)                                                                          | 207                       | 0,71                      |                          |                          |
|                                                                             | Hugo Fargette Divers (Allons enfants !)                                                                                         | 52                        | 0,18                      |                          |                          |
|                                                                             | Clémentine Makangila-Lebo Divers                                                                                                | 0                         | 0,00                      |                          |                          |
| Source : Ministère de l'Intérieur - Dixième circonscription du Val-de-Marne | |                           |                           |                          |                          |

#### Onzième circonscription
Député sortant : Jean-Yves Le Bouillonnec (Parti socialiste).
|                                                                             | |                           |                           |                          |                          |
|                                                                             | | Premier tour 11 juin 2017 | Premier tour 11 juin 2017 | Second tour 18 juin 2017 | Second tour 18 juin 2017 |
|                                                                             | |                           |                           |                          |                          |
|                                                                             | | Nombre                    | % des inscrits            | Nombre                   | % des inscrits           |
| Inscrits                                                                    | Inscrits                                                                                                  | 62 445                    | 100,00                    | 62 446                   | 100,00                   |
| Abstentions                                                                 | Abstentions                                                                                               | 33 085                    | 52,98                     | 37 036                   | 59,31                    |
| Votants                                                                     | Votants                                                                                                   | 29 360                    | 47,02                     | 25 410                   | 40,69                    |
|                                                                             | |                           | % des votants             |                          | % des votants            |
| Bulletins blancs                                                            | Bulletins blancs                                                                                          | 466                       | 1,59                      | 1 585                    | 6,24                     |
| Bulletins nuls                                                              | Bulletins nuls                                                                                            | 100                       | 0,34                      | 490                      | 1,93                     |
| Suffrages exprimés                                                          | Suffrages exprimés                                                                                        | 28 794                    | 98,07                     | 23 335                   | 91,83                    |
|                                                                             | |                           |                           |                          |                          |
| Candidat Étiquette politique (partis et alliances)                          | Candidat Étiquette politique (partis et alliances)                                                        | Voix                      | % des exprimés            | Voix                     | % des exprimés           |
|                                                                             | |                           |                           |                          |                          |
|                                                                             | Albane Gaillot La République en marche                                                                    | 9 681                     | 33,62                     | 12 511                   | 53,61                    |
|                                                                             | Djamel Arrouche La France insoumise                                                                       | 4 713                     | 16,37                     | 10 824                   | 46,39                    |
|                                                                             | Audrey Gaudron Les Républicains (Union des démocrates et indépendants - Mouvement écologiste indépendant) | 2 901                     | 10,08                     |                          |                          |
|                                                                             | Hélène de Comarmond Parti socialiste (Parti radical de gauche - Mouvement républicain et citoyen)         | 2 620                     | 9,10                      |                          |                          |
|                                                                             | Marianne Jaouen Europe Écologie Les Verts                                                                 | 2 542                     | 8,83                      |                          |                          |
|                                                                             | Catherine Dos Santos Parti communiste français                                                            | 2 532                     | 8,79                      |                          |                          |
|                                                                             | Alexandre Gaborit Front national                                                                          | 1 892                     | 6,57                      |                          |                          |
|                                                                             | Michelle Gillet Debout la France                                                                          | 315                       | 1,09                      |                          |                          |
|                                                                             | Michel Monin Divers droite (Les Républicains diss.)                                                       | 306                       | 1,06                      |                          |                          |
|                                                                             | Nolwenn Davoine Divers (Union populaire républicaine)                                                     | 252                       | 0,88                      |                          |                          |
|                                                                             | Brahim Djahlat Divers                                                                                     | 239                       | 0,83                      |                          |                          |
|                                                                             | Christine Mazurier Lutte ouvrière                                                                         | 209                       | 0,73                      |                          |                          |
|                                                                             | David Vannier Divers gauche (À nous la démocratie ! - La Relève citoyenne)                                | 203                       | 0,71                      |                          |                          |
|                                                                             | Jérôme Carey Extrême gauche (Nouveau Parti anticapitaliste)                                               | 159                       | 0,55                      |                          |                          |
|                                                                             | Jean-François Harel Divers droite (Rebâtir la France)                                                     | 145                       | 0,50                      |                          |                          |
|                                                                             | Nicole Florence Extrême gauche (Parti ouvrier indépendant démocratique)                                   | 82                        | 0,28                      |                          |                          |
|                                                                             | Marine Voisin Divers                                                                                      | 3                         | 0,01                      |                          |                          |
| Source : Ministère de l'Intérieur - Onzième circonscription du Val-de-Marne | |                           |                           |                          |                          |